# Resolució 1920 del Consell de Seguretat de les Nacions Unides
La Resolució 1920 del Consell de Seguretat de les Nacions Unides, adoptada per unanimitat el 30 d'abril de 2010 reafirmant-se en les resolucions 1754, 1783, 1813 i 1871 sobre el Sàhara Occidental, va decidir prorrogar el mandat de la Missió de Nacions Unides pel Referèndum al Sàhara Occidental (MINURSO) fins al 30 d'abril de 2011 després d'examinar l'informe S/2010/175 del Secretari General.
La resolució 1920, aprovada durant la 6305a sessió del Consell de Seguretat, va ser presentada com a projecte de resolució per França, Rússia, Espanya (que va sol·licitar expressament participar en el debat amb veu però sense vot, al no ser membre del Consell), Regne Unit i Estats Units.

## Resolució

### Observacions
El Consell de Seguretat es va reafirmar en la seva determinació per posar en pràctica les resolucions 1754, 1783, 1813 i 1871 a través de l'acció del Secretari General i del seu Enviat Personal pel Sàhara Occidental. Es va reafirmar a més a recolzar a les parts involucrades en el conflicte per aconseguir una solució política justa, duradora i mútuament acceptable que prevegi ls lliure determinació al poble sahrauí en el marc dels disposat per la Carta de les Nacions Unides. El Consell de Seguretat va considerar que Marroc estava realitzant seriosos i creïbles esforços […] per fer avançar el procés cap a una solució, va prendre nota de sengles propostes presentades pel Marroc i el Front Polisario al Secretari General a l'abril de 2007; de les quatre rondes de conversa afavorides pel Secretari General, celebrades a Dürnstein (Àustria) i Westchester County (Estats Units); i dels progressos realitzats per ambdues parts per dur a terme negociacions directes.
El Consell va afirmar en la seva resolució 1920 que l'statu quo que s'havia aconseguit en el conflicte no fos acceptable a llarg termini, sent essencials els progressos en les negociacions per a tots els aspectes de la qualitat de vida del poble del Sàhara Occidental. Per a aquests avanços, el Consell de Seguretat va reafirmar el seu suport a Christopher Ross, Enviat Personal del Secretari General pel Sàhara Occidental, i Hany Abdel-Aziz, recentment nomenat Representant Especial del Secretari General pel Sàhara Occidental i Cap de la MINURSO.

### Accions
A més de decidir prorrogar un any més el mandat de la MINURSO, el Consell de Seguretat es va reafirmar en la necessitat que les parts implicades en el conflicte del Sàhara Occidental respectessin els acords militars d'aquesta missió referent a l'alto el foc. A més van ser exhortats perquè seguissin donant mostres de voluntat política per poder iniciar una fase més intensa de negociacions, les quals havien de desembocar en l'aplicació de l'indicat en les resolucions anteriorment aprovades. També va haver d'assegurar-se que ambdues parts hagin complert amb la MINURSO pel que fa a la política de les Nacions Unides sobre l'abús i explotació sexual i per als països que aporten contingents per assegurar-ne la plena responsabilitat.
La resolució preveia visites familiars per terra i per via aèria, amb plena cooperació amb l'Alt Comissionat de les Nacions Unides per als Refugiats.
La resolució va evitar esmentar els drets humans, a causa de desacords sobre el seu ús en les resolucions d'alguns membres del Consell. Àustria, Mèxic, Nigèria, Uganda, Regne Unit i Estats Units van donar suport a la seva inclusió mentre que Xina no ho va fer. Altres membres del Consell, com Mèxic i Nigèria, eten preocupats perquè només un petit nombre de membres del Consell estiguessin involucrats en consultes sobre la resolució i l'absència d'una menció a la resolució 690 (1991) del Consell de Seguretat de les Nacions Unides que va crear el mandat original de la MINURSO. Tant Marroc com el Front Polisario van donar la benvinguda a l'adopció de la Resolució 1920 com a base per a noves negociacions, però va discutir la qüestió dels drets humans al territori.